# Las aventuras de Gulliver
Las aventuras de Gulliver (The Adventures of Gulliver) es una serie animada producida por Hanna-Barbera Productions. El programa está basado en la novela satírica Los viajes de Gulliver, escrita por Jonathan Swift.

## Transmisión
La serie fue emitida en los Estados Unidos por el canal de televisión ABC los sábados desde el 14 de septiembre de 1968 hasta el 5 de septiembre de 1970. Las aventuras de Gulliver tuvo 17 episodios.

## Argumento
Gary Gulliver viajaba  junto a su padre Thomas Gulliver y su perro Tagg cuando el barco donde ellos iban se hundió. Gulliver y Tagg logran llegar a una isla, pero su padre desaparece durante el naufragio. Estando en la isla Gulliver y su perro son capturados mientras dormían por los diminutos habitantes de un reino llamado Lilliput. A pesar de lo anterior Gulliver se hace amigo de los lilliputienses; en especial de Glum, Egger, Bunko, el Rey Pomp y su hija Flirticia. 
Con la ayuda de los habitantes de Lilliput Gulliver continúa la búsqueda de su padre; así como del tesoro (utilizando para ello un mapa que su padre le había dado). Pero Gulliver debe enfrentarse al malvado capitán Leech, otro sobreviviente del hundimiento, quien siempre trata de arrebatarle el mapa.